# Emund cel Bătrân al Suediei
Edmund cel Bătrân (n. secolul al X-lea – d. 1060) a fost regele Suediei din 1050 până în 1060. El a fost fiul nelegitim al lui Olof Skötkonung. Soția lui Edmund a fost Astrid Njalsdotter de Skjalgaätten (d. 1060). Astrid a fost fiica nobilului norvegian Nial Finnsson (d. 1011) și a soției sale Gunhild Halvdansdotter.
Edmund l-a succedat pe fratele său, Anund, în 1050. Edmund era denumit adesea Slemme, adică ‘’cel Rău’’, pentru că s-a opus în mod activ preoților din Arhiepiscopia din Bremen în favoarea misionarului englez Osmundus. Legile Westrogothic afirmă că Emund a fost un om neplăcut atunci când dorea să își urmărească scopul și că el a fost cel care a marcat granița dintre Suedia și Danemarca.
Edmund a fost ultimul rege al Casei de Munsö. Edmund a fost succedat de cumnatul său, Stenkil al Suediei.